# Mathieu Zangarelli
Mathieu Zangarelli (Scoutoux, 4 juli 1979) is een Frans autocoureur.

## Carrière
Zangarelli begon zijn autosportcarrière in 1996 in de Formule Formule Renault Campus, waarin hij achter Philippe Bénoliel tweede werd in de eindstand. In 1997 stapte hij over naar de Franse Formule Renault, waarin hij twaalfde werd voor het team Elf La Filière met 33 punten. In 1998 bleef hij rijden in dit kampioenschap en verbeterde zichzelf naar de vierde plaats met zes podiumplaatsen en 147 punten. In 1999 stapte hij binnen de klasse over naar het team Mygale en eindigde achter Lucas Lasserre op de tweede plaats in het klassement met zes overwinningen en 250 punten.
In 2000 maakte Zangarelli zijn Formule 3-debuut in het Franse Formule 3-kampioenschap, waarin hij reed bij het team Signature Compéticion Elf. Hij behaalde vijf podiumplaatsen en eindigde achter Jonathan Cochet, Tiago Monteiro en Ryo Fukuda als vierde in het kampioenschap met 121 punten. In 2001 stapte hij over naar het team ARTA, maar zakte naar de vijfde plaats in de eindstand met 99 punten. In 2002 maakte hij de opmerkelijke overstap naar het Japanse Formule 3-kampioenschap, waarin hij vijf podiumplaatsen behaalde en achter Takashi Kogure en Paolo Montin derde werd in het eindklassement met 157 punten.
In 2003 kwam Zangarelli uit in vier races van de World Series by Nissan bij het team GD Racing. Daarnaast maakte hij ook zijn GT-debuut in het Franse GT-kampioenschap. Tussen 2004 en 2007 reed hij fulltime in deze laatste klasse, waar hij in zowel 2005 als 2007 een race wist te winnen en in 2005 zijn beste kampioenschapspositie behaalde met een achtste plaats. In 2008 reed hij enkel in de 24 uur van Spa-Francorchamps, waar hij derde werd in de G3-klasse. In 2009 kwam hij uit in de Franse Renault Clio Cup en twee races won op het Circuit du Val de Vienne en het Circuit d’Albi, waardoor hij achter Nicolas Milan tweede werd in het kampioenschap met 132 punten. Hierna startte Zangarelli niet meer in grote internationale races.